# Cazador de Aventuras
Cazador de aventuras, más conocida como El Cazador, es una serie argentina de historieta que se publicó desde 1992 hasta el 2001, y fue publicada otra vez en el 2010. De tono irreverente, inició una nueva era de cómics para adultos en la Argentina, donde es considerada como una historieta clásica. Fue escrito y dibujado por su creador, el uruguayo/argentino Jorge Lucas, junto a Ariel Olivetti, Mauro Cascioli, Claudio Ramírez. Estos dibujantes tuvieron como principal influencia las ilustraciones de Simon Bisley, creador de Sláine, estrella de la revista Heavy Metal y muy reconocido por su trabajo en Lobo, de DC Comics.
Una constante de las historietas de El Cazador es el uso en los diálogos de la jerga coloquial argentina más procaz, al igual que una ácida crítica a la sociedad y establishment político de la Argentina durante la década de 1990.

## Trayectoria editorial
El primer número de El Cazador de Aventuras salió en octubre de 1992. Se trataba de un personaje que se asemejaba a un antihéroe pero de aspecto grotesco y personalidad de bruto. Los primeros siete números fueron en blanco y negro, y en ellos participó Ariel Olivetti como ilustrador, desvinculándose del equipo de producción luego de esa etapa.
En 1995 comenzó a realizarse en color y la revista, editada por La Urraca, tuvo su mejor época, la cual duró hasta fines de 1999. En noviembre de 1999 se publica el número 1 de El Dié, un comic-book publicado por A4 Editora y spin-off de Cazador. El personaje protagonista fue creado por Lucas e inspirado en Diego Maradona, el cual ya había aparecido varias veces en las historias del Cazador. Realizado en solitario, esta vez Lucas hace un trabajo integral: guion, dibujo y color.
El Cazador vuelve en noviembre de 2000, editada por Mauro Cascioli. Sin muchos cambios, con cuidado aspecto gráfico y mayor formato, las historias siguen el mismo tono de la etapa anterior hasta su último número, el 22 de diciembre de 2001, cuando la crisis y la posterior devaluación en el país impiden la continuidad de la publicación.
En junio de 2010, Jorge Lucas y Claudio Ramírez publicaron la cuarta época de la historieta.

## Argumento
El Cazador desciende de una familia de feroces reitres alemanes que se ganaban la vida como mercenarios. Su abuelo era uno de los generales y torturadores al servicio de Vlad el empalador. Su padre lo engendró durante un viaje a América, siendo su madre una mujer indígena de una tribu caníbal, y llevó al bebé con él de vuelta a Alemania. La llegada del Cazador a Argentina se remonta a 1530 cuando, siendo todavía un simple mortal, llega al Río de la Plata en una expedición junto a Juan Díaz de Solís en busca de tesoros. Después de ocasionar una serie de disturbios en los fortines es desterrado junto a una banda de rebeldes acusados de masacres y canibalismo, adquiriendo el nombre de “El Cazador de Almas”. Durante semanas se dedica a destruir y saquear las tolderías vecinas para sobrevivir, al mismo tiempo que tortura despiadadamente a los indígenas que se cruzan en su camino.
Las correrías del Cazador llegan a su fin cuando cae prisionero de una tribu de chamanes que queman en su frente la cruz invertida (la cruz cristiana que tanto defendió) y fuerzan espíritus demoníacos a poseerlo, afectándolo con lo que consideran el mayor castigo para un ser vivo: la Inmortalidad. El Cazador escapa, mata y devora a sus propios secuaces, y se arroja de un acantilado para huir de los demonios que lo atormentan solo para descubrir que no ha muerto al caer desde semejante altura. A partir de este momento el Cazador morirá muchas veces frente a enemigos que lo superan en fuerza, pero resucitará un par de horas después.
Con los años el Cazador tomará como residencia una iglesia abandonada en las afueras de Buenos Aires mediante ocupación ilegal (cada tanto aparecen curas furiosos que tratan de echarlo). Antes de ello puede decirse de su vida que viajó por todo el mundo, y combatió en distintas guerras (Primera y Segunda Guerra Mundial, en Corea, en Vietnam, en las Malvinas) siempre del lado perdedor. Una vez que comienzan sus aventuras en el cómic se enfrenta a distintos personajes ficticios como el Hombre Lobo, Drácula, extraterrestres y toda clase de demonios. Entre los demonios sus principales enemigos son Balrog y sobre todo Melkor, el Señor de la Oscuridad que fue desterrado de su reino y busca apoderarse de la Tierra cada tanto.
En algunas historias nos muestran episodios del pasado del Cazador, en los que interactúa con figuras históricas o literarias importantes (colabora en la creación del monstruo de Frankenstein, mata en un descuido al Archiduque de Austria, asesina a Lady Di para después vender fotos del "choque"). Además se ha podido observar que en algunos episodios han participado personajes famosos de la historieta argentina como Hijitus, Patoruzú, Isidoro, Sherlock Time, Nippur de Lagash y Gilgamesh el inmortal. Entre los personajes reales que han aparecido en el cómic pueden destacarse Maradona (un gran amigo del protagonista), Fidel Castro, el expresidente Carlos Saúl Menem, Susana Giménez y Mike Tyson. Por último hay que mencionar la fuerte presencia de los mitos germánicos, nórdicos, y griegos, además de la inclusión de la mitología irlandesa en algunos episodios, como aquellos en que aparecen Lugh, padre del héroe irlandés Cuchulain; al igual que aparecen en varios números Hércules, Odín y Thor. Cabe destacar que durante algunos capítulos se muestra que "El Cazi" es pareja o amante de Graciela Alfano y Alejandra Pradón.

## Película
A finales de octubre de 2015, se dio a conocer la noticia del proyecto de la película de Cazador, producida por los estudios Mutazion y Mondo Lila. Se buscó que fuera financiada de forma independiente mediante micromecenazgo, para así evitar cambios importantes en el personaje y la historia, que podrían llegar a ocurrir si la película fuera producida por terceros. El papel de El Cazador fue interpretado por Luis María Montanari, conocido como La Masa en el programa infantil 100% Lucha y su correspondiente película. 
Con idea y guion de Jorge Lucas en colaboración con Claudio Ramírez, la dirección estuvo a cargo de Georgina Zanardi y Marcelo Leguiza. El Rodaje se realizó durante los meses de mayo y junio de 2016 y se esperó su estreno para fines de ese año, pero por problemas de posproducción todavía no tenía fecha de estreno para mayo de 2019. Fue hecha como película independiente, "para no tener que adaptarnos a cambios en el personaje y su universo de parte de productores que no entiendan el código del Cazador"; además, "el guión y la supervisión de su creador durante la etapa de pre-producción y la vasta experiencia dentro y fuera del under de dos directores acostumbrados a arrancar y finalizar sus películas bajo cualquier condición hacen posible que la película del Cazador sea una realidad". En 2018 (en la página oficial de Facebook de la película) se informó que en ese momento el film estaba en la etapa de postproducción y que por ese momento no había una fecha de estreno definitiva. En 2019 la película tuvo un preestreno en la XXa edición del Festival Buenos Aires Rojo Sangre, el viernes 29 y el sábado 30 de noviembre de ese año.
La película terminó por estrenarse en el mes de octubre de 2021, exactamente seis años después desde que se anunció dicho proyecto.